# 존 T. 월턴
존 토머스 월턴(John Thomas Walton, 1946년 10월 8일 ~ 2005년 6월 27일)은 미국의 군인이자 기업인이다. 월마트의 창립자 샘 월턴의 아들로 《포브스》에서 발표한 생전 재산은 182억 달러로 동생 짐 월턴과 함께 미국에서 4번째로 부유한 사람으로 기록되었다.

## 생애
아칸소주 뉴포트 출생으로 고등학교 시절 축구 선수였으며 오하이오 대학을 졸업 후 1968년 미국 육군에 입대해 베트남 전쟁에 참전해 은성 훈장을 수상했다.
귀국 후 비행기 조종사로 일하기 시작했고 나중에는 미국 남부 지역의 목화밭을 GPS를 이용해 자르는 최초의 공중 응용 프로그램 회사를 설립하기도 했다. 이외에도 콜로라도에서 산악 자전거, 스키, 도보 여행, 오토바이, 스카이 다이버 및 스쿠버 다이버 등 각종 스포츠를 즐겼다.
1998년 저소득 가정을 지원하기 위한 어린이 장학 기금을 설립하였다.
2005년 6월 27일 비행기 추락 사고로 사망했다.

## 같이 보기
- 월턴가